# Namibia na Letnich Igrzyskach Olimpijskich 2008
Namibię na Letnich Igrzyskach Olimpijskich 2008 reprezentowało 10 zawodników w 4 dyscyplinach.
Był to piąty start reprezentacji Namibii na letnich igrzyskach olimpijskich.

## Wyniki reprezentantów Namibii

### Boks
Mężczyźni
| Jafet Uutoni     | waga papierowa  | Wolny los             | Łukasz Maszczyk P 5-+5       | Odpadł z dalszej rywalizacji | Odpadł z dalszej rywalizacji | Odpadł z dalszej rywalizacji | Odpadł z dalszej rywalizacji |                              |
| Julius Indongo   | waga lekka      | Anthony Little P 2-14 | Odpadł z dalszej rywalizacji | Odpadł z dalszej rywalizacji | Odpadł z dalszej rywalizacji | Odpadł z dalszej rywalizacji | Odpadł z dalszej rywalizacji | Odpadł z dalszej rywalizacji |
| Mujandjae Kasuto | waga półśrednia | Andriej Bałanow P 5-8 | Odpadł z dalszej rywalizacji | Odpadł z dalszej rywalizacji | Odpadł z dalszej rywalizacji | Odpadł z dalszej rywalizacji | Odpadł z dalszej rywalizacji | Odpadł z dalszej rywalizacji |

### Kolarstwo
Kolarstwo szosowe
Mężczyźni
| Zawodnik     | Konkurencja                | Czas    | Miejsce |
| ------------ | -------------------------- | ------- | ------- |
| Eric Hoffman | wyścig ze startu wspólnego | 6:26:17 | 22      |

Kolarstwo górskie
Mężczyźni
| Zawodnik      | Konkurencja | Czas         | Miejsce      |
| ------------- | ----------- | ------------ | ------------ |
| Manie Heymans | cross       | Nie ukończył | Nie ukończył |

### Lekkoatletyka
Mężczyźni
| Stephan Louw | skok w dal | 7.93 | 13 | Odpadł z dalszej rywalizacji | Odpadł z dalszej rywalizacji | Odpadł z dalszej rywalizacji | Odpadł z dalszej rywalizacji |

Kobiety
| Zawodniczka      | Konkurencja | Finał   | Miejsce |
| Zawodniczka      | Konkurencja | Wynik   | Miejsce |
| ---------------- | ----------- | ------- | ------- |
| Helalia Johannes | maraton     | 2:35:22 | 40      |
| Beata Naigambo   | maraton     | 2:33:29 | 28      |

| Zawodniczka   | Konkurencja | Eliminacje | Eliminacje | Półfinał                      | Półfinał                      | Finał                         | Miejsce                       |                               |                               |
| Zawodniczka   | Konkurencja | Wynik      | Miejsce    | Wynik                         | Miejsce                       | Wynik                         | Miejsce                       |                               |                               |
| ------------- | ----------- | ---------- | ---------- | ----------------------------- | ----------------------------- | ----------------------------- | ----------------------------- | ----------------------------- | ----------------------------- |
| Agnes Samaria | 800m        | 2:02.18    | 5          | Odpadła z dalszej rywalizacji | Odpadła z dalszej rywalizacji | Odpadła z dalszej rywalizacji | Odpadła z dalszej rywalizacji |                               |                               |
| Agnes Samaria | 1500m       | 4:15.80    | 7          |                               |                               | Odpadła z dalszej rywalizacji | Odpadła z dalszej rywalizacji | Odpadła z dalszej rywalizacji | Odpadła z dalszej rywalizacji |

### Strzelectwo
Kobiety
| Zawodniczka | Konkurencja | Kwalifikacje | Kwalifikacje | Finał                         | Finał                         | Miejsce                       |
| Zawodniczka | Konkurencja | Punkty       | Miejsce      | Punkty                        | Miejsce                       | Miejsce                       |
| ----------- | ----------- | ------------ | ------------ | ----------------------------- | ----------------------------- | ----------------------------- |
| Gaby Ahrens | trap        | 52           | 20           | Odpadła z dalszej rywalizacji | Odpadła z dalszej rywalizacji | Odpadła z dalszej rywalizacji |